# Karl Wendlinger
Karl Wendlinger (Kufstein, 1968. december 20.) osztrák autóversenyző, az 1989-es német Formula–3-as bajnokság, valamint az 1999-es FIA GT-sorozat bajnoka.

## Pályafutása
1988-ban és 1989-ben a német Formula–3-as bajnokságban versenyzett. Első évében csak a tizenegyedik helyen zárta a pontversenyt, majd a 89-es szezonban megnyerte a bajnoki címet. Wendlinger két futamgyőzelmet szerzett az évben, és az összetett elsőségért végig szoros csatában volt Heinz-Harald Frentzennel, és Michael Schumacherrel. Végül mindössze egy pontos előnyben Frentzen, és két ponttal Schumacher előtt nyerte meg a pontversenyt. 1989-ben a német túraautó-bajnokság futamain is elindult, itt azonban nem ért el nagyobb sikereket.
1990-ben leginkább a nemzetközi Formula–3000-es szériában, valamint a sportautó-világbajnokságon szerepelt. Utóbbin egy futamgyőzelmet is szerzett Jochen Mass váltótársaként. A következő évben is részt vett a sportautó-világbajnokság több futamán, és újfent győzött egy alkalommal; ezúttal Michael Schumacherrel. Karl ebben az évben debütált a Formula–1-es világbajnokságon, és egy futamon dobogóra állt a Formula–3000-es szériában.
1991-ben vett részt első alkalommal a Le Mans-i 24 órás viadalon is. A futamot az ötödik helyen zárta két német társával, Schumacherrel és Fritz Kreutzpointnerrel.

### Formula–1
Az 1991-es világbajnokság utolsó két futamán lehetőséget kapott a Leyton House Racingnél. Wendlinger az olasz Ivan Capelli helyét vett át a csapatnál.
1992-ben nagyszerűen szerepelt a kevés pénzzel gazdálkodó March csapatban. 1993-ban a Sauberhez szerződött, több ütközése is volt, de a csapat a következő szezonra is leszerződtette. A monacói nagydíjon szenvedett balesete miatt 19 napig kómában feküdt. Ez az eset, valamint Ayrton Senna és Roland Ratzenberger két héttel korábban bekövetkezett halála már majdnem politikai kérdéssé tette a Formula–1-es versenyek jövőjét. Karl szerencsésen felgyógyult, s még az év vége előtt újra autóba ült. 1995-ben a Sauber színeiben tért vissza a versenypályára, eredményei elmaradtak, ezért négy verseny után visszavonult, de az utolsó két futamra visszaült a Sauberbe.

### Formula–1 után
Formula–1-es pályafutása befejeztével már nem indult több formulaautós sorozatban. 1996 óta különböző túraautó-bajnokságokban, valamint hosszútávú autóversenyeken szerepelt. 1996-ban harmadik volt a Le Mans-i 24 óráson, 2000-ben pedig győzelmet szerzett a Daytonai 24 órás viadalon. 1999-ben Olivier Beretta társaként megnyerte az FIA GT-sorozatot.

## Eredményei
Le Mans-i 24 órás verseny
| Év   | Csapat                 | Autó                 | Csapattárs            | Csapattárs           | Helyezés | Kiesés oka  |
| ---- | ---------------------- | -------------------- | --------------------- | -------------------- | -------- | ----------- |
| 1991 | Team Sauber Mercedes   | Mercedes-Benz C11    | Michael Schumacher    | Fritz Kreutzpointner | 5.       |             |
| 1992 | Peugeot Talbot Sport   | Peugeot 905 Evo 1B   | Alain Ferté           | Eric van de Poele    | Kiesett  | Motorhiba   |
| 1996 | Porsche AG             | Porsche 911 GT1      | Yannick Dalmas        | Scott Goodyear       | 3.       |             |
| 1997 | Roock Racing           | Porsche 911 GT1      | Stéphane Ortelli      | Allan McNish         | Kiesett  | Baleset     |
| 1998 | Viper Team Oreca       | Chrysler Viper GTS-R | Marc Duez             | Patrick Huisman      | kiesett  | Elektronika |
| 1999 | Viper Team ORECA       | Chrysler Viper GTS-R | Olivier Beretta       | Dominique Dupuy      | 10.      |             |
| 2000 | Viper Team ORECA       | Chrysler Viper GTS-R | Olivier Beretta       | Dominique Dupuy      | 7.       |             |
| 2001 | Playstation Team ORECA | Chrysler LMP 2001    | Olivier Beretta       | Pedro Lamy           | 4.       |             |
| 2008 | Aston Martin Racing    | Aston Martin DBR9    | Heinz-Harald Frentzen | Andrea Piccini       | 16.      |             |

Teljes Formula–1-es eredménysorozata
(Táblázat értelmezése)

(Félkövér: pole-pozícióból indult; dőlt: leggyorsabb kört futott) 

| Év   | Csapat       | 1      | 2      | 3      | 4      | 5      | 6      | 7     | 8      | 9      | 10     | 11     | 12     | 13     | 14     | 15     | 16     | 17     | Helyezés | Pont |
| ---- | ------------ | ------ | ------ | ------ | ------ | ------ | ------ | ----- | ------ | ------ | ------ | ------ | ------ | ------ | ------ | ------ | ------ | ------ | -------- | ---- |
| 1991 | Leyton House | USA    | BRA    | SMR    | MON    | CAN    | MEX    | FRA   | GBR    | GER    | HUN    | BEL    | ITA    | POR    | ESP    | JPN Ki | AUS 20 |        | –        | 0    |
| 1992 | March        | RSA Ki | MEX Ki | BRA Ki | ESP 8  | SMR 12 | MON Ki | CAN 4 | FRA Ki | GBR Ki | GER 16 | HUN Ki | BEL 11 | ITA 10 | POR Ki | JPN    | AUS    |        | 12.      | 3    |
| 1993 | Sauber       | RSA Ki | BRA Ki | EUR Ki | SMR Ki | ESP Ki | MON 13 | CAN 6 | FRA Ki | GBR Ki | GER 9  | HUN 6  | BEL Ki | ITA 4  | POR 5  | JPN Ki | AUS 15 |        | 12.      | 7    |
| 1994 | Sauber       | BRA 6  | PAC Ki | SMR 4  | MON NK | ESP    | CAN    | FRA   | GBR    | GER    | HUN    | BEL    | ITA    | POR    | EUR    | JPN    | AUS    |        | 19.      | 4    |
| 1995 | Sauber       | BRA Ki | ARG Ki | SMR Ki | ESP 13 | MON    | CAN    | FRA   | GBR    | GER    | HUN    | BEL    | ITA    | POR    | EUR    | PAC    | JPN 10 | AUS Ki | –        | 0    |

Teljes eredménysorozata az FIA GT1 világbajnokságon
(Táblázat értelmezése)

(Félkövér: pole-pozícióból indult; dőlt: leggyorsabb kört futott) 

| Év   | Csapat            | Autó   | 1        | 2         | 3         | 4         | 5         | 6         | 7         | 8         | 9         | 10        | 11        | 12        | 13        | 14        | 15        | 16        | 17        | 18        | 19       | 20        | Helyezés | Pont |
| ---- | ----------------- | ------ | -------- | --------- | --------- | --------- | --------- | --------- | --------- | --------- | --------- | --------- | --------- | --------- | --------- | --------- | --------- | --------- | --------- | --------- | -------- | --------- | -------- | ---- |
| 2010 | Swiss Racing Team | Nissan | ABU QR 9 | ABU CR 14 | SIL QR 15 | SIL CR Ki | BRN QR 12 | BRN CR 10 | PRI QR 21 | PRI CR 15 | SPA QR 16 | SPA CR 12 | NÜR QR 14 | NÜR CR 10 | ALG QR Ki | ALG CR 20 | NAV QR 14 | NAV CR Ki | INT QR 17 | INT CR 18 | SAN QR 7 | SAN CR Ki | 43.      | 2    |